# Monte Santa Lucerna
Il Monte Santa Lucerna è un monte di 1.256 metri s.l.m. in provincia di Cosenza 
nel territorio del comune di Grimaldi

## Caratteristiche
Di origine ancora sconosciuta, presenta una conformazione rocciosa complessa.
Sotto l'aspetto della vegetazione, vi si possono trovare pino laricius, abete bianco, castagno.
Il clima è di tipo appenninico, quasi alpino.
Si affaccia sul mar Tirreno in direzione della cittadina di Amantea, e fa parte della catena costiera calabrese.